# Grosbous
Grosbous (luxembourgsk: Groussbus) er en kommune og et byområde i Luxembourg. Kommunen, som har et areal på 20,11 km², ligger i kantonen Redange i distriktet Diekirch. I 2005 havde kommunen 772 indbyggere. 

## Galleri
- Grosbous Kirke